# 伊莎貝拉史都華嘉納藝術博物館
伊莎貝拉史都華嘉納藝術博物館（英語：Isabella Stewart Gardner Museum），是位於美國波士頓的私人藝術博物館，其收藏包括繪畫、雕塑、掛毯和裝飾藝術。由藝術收藏家伊莎貝拉·史都華·嘉納創立，她的遺囑要求永久展出她收藏的藝術收藏品，以供公眾永遠教育和享受藝術。

## 偷竊事件

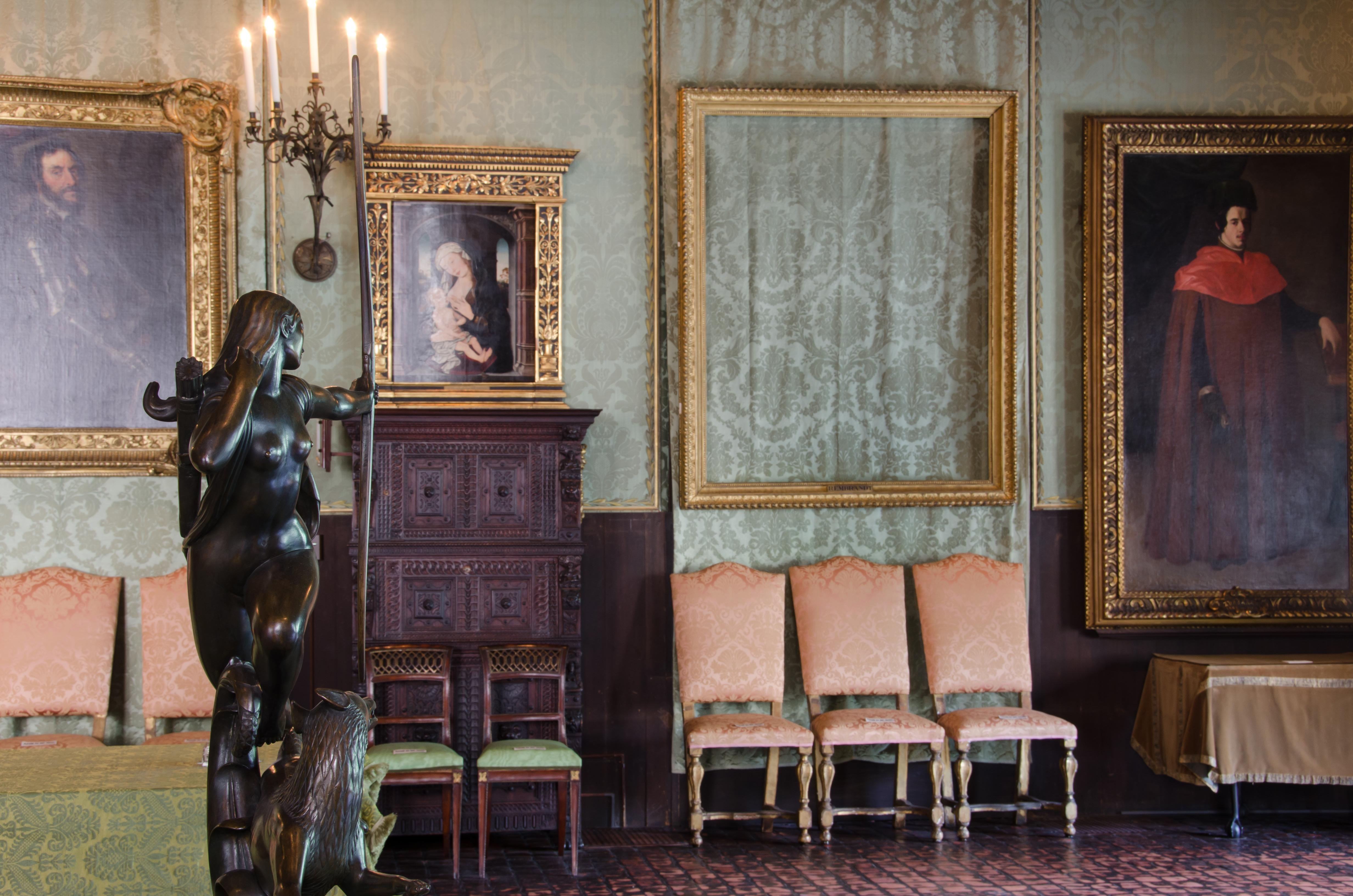
1990年偷竊事件後，僅留的《加利利海上的風暴》的畫框

1990年3月18日，兩名未知身份的男子偽裝成警察來到了伊莎貝拉嘉納藝術博物館，先是捆綁警衛，再則偷走了13件作品，其中包括林布蘭的《加利利海上的風暴》，同時遭到偷竊的作品則為林布蘭的另一幅作品《黑衣紳士》，扬·弗美尔的《音樂會》、戈弗特·弗林克的《與方尖碑的風景》等多幅作品，在作案手法上，兇手則是使用刀片將畫布從畫框上剪下後帶走。
這起事件被認為是美國最大的未解博物館搶劫案之一，至今這些畫作依然沒被尋回，而原先掛上此作品的畫框仍然懸掛在博物館，以向這些失蹤的作品致敬。

## 館藏的藝術作品

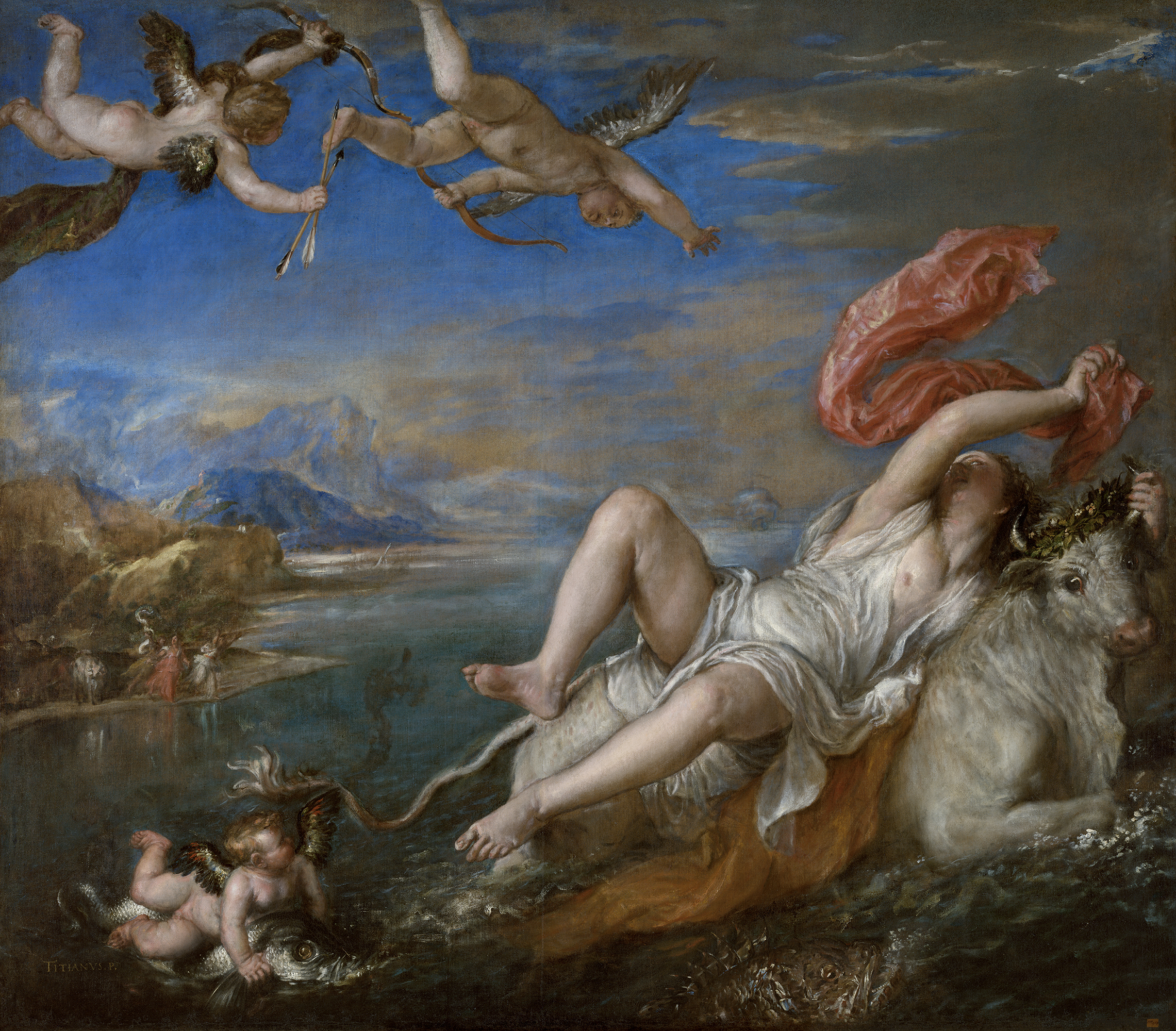
《歐羅巴的強姦》·提齊安諾·維伽略
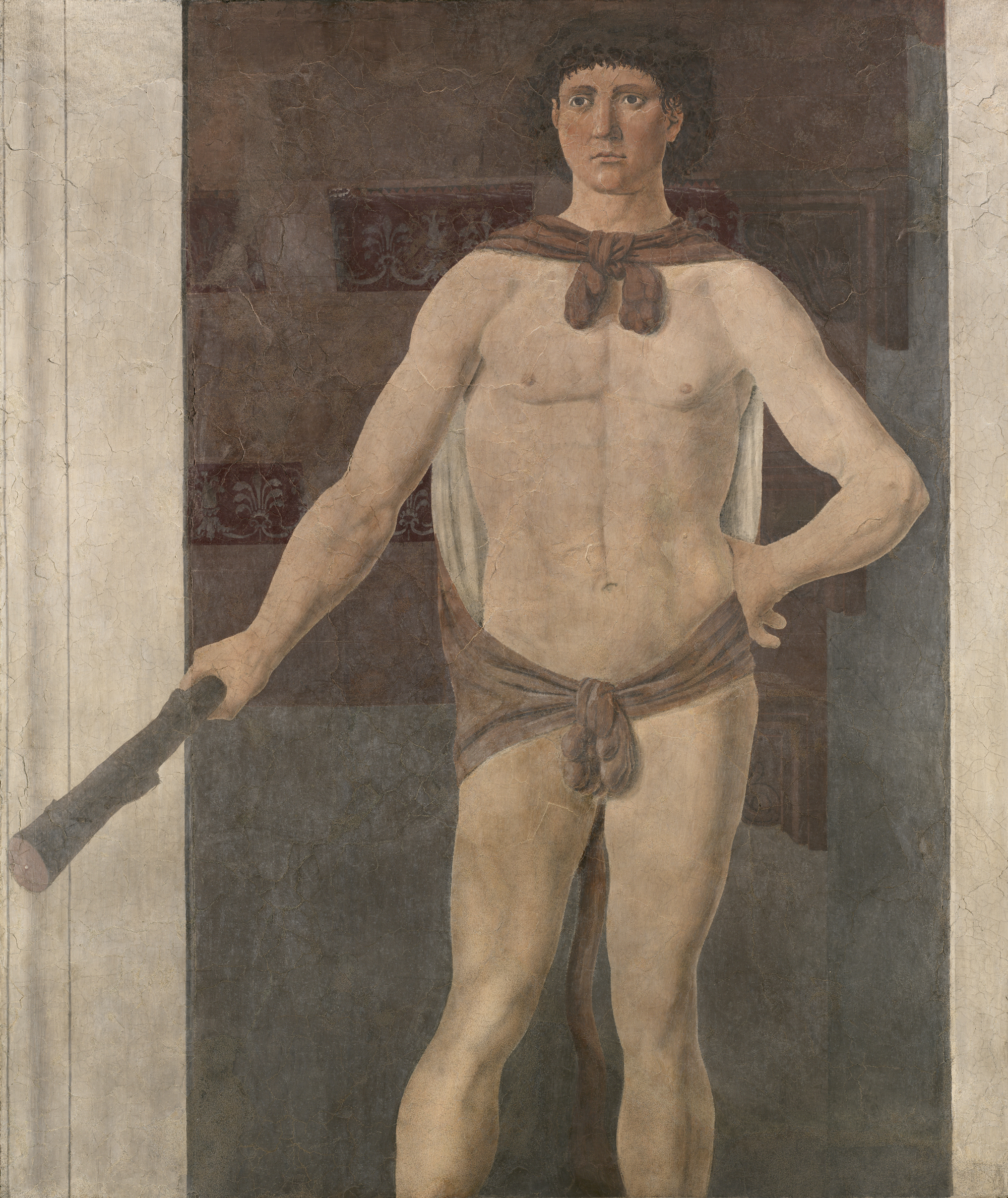
《赫拉克勒斯》·皮耶羅·德拉·弗朗切斯卡
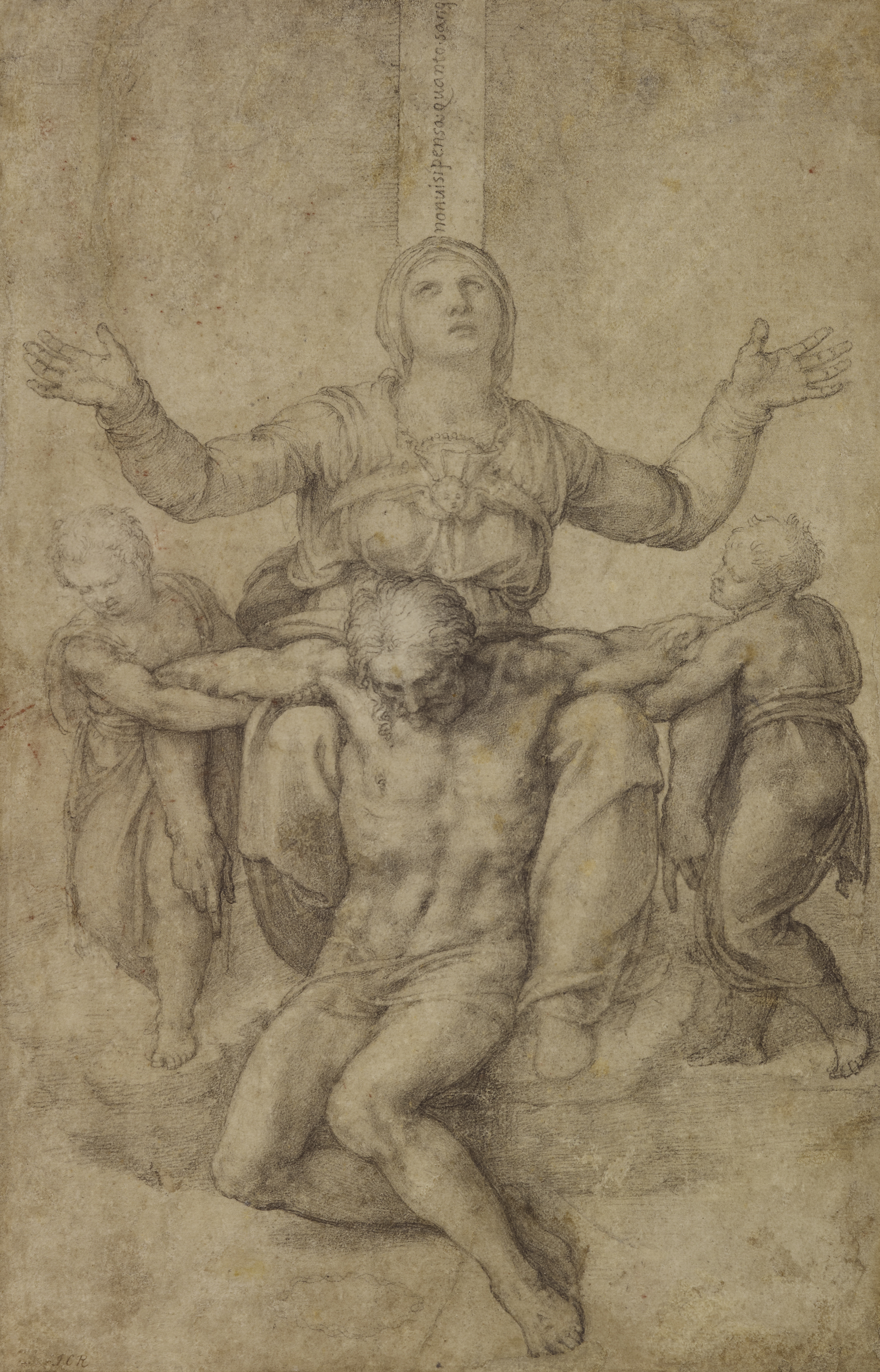
《維托麗婭·科隆納的聖殤》·米開朗基羅
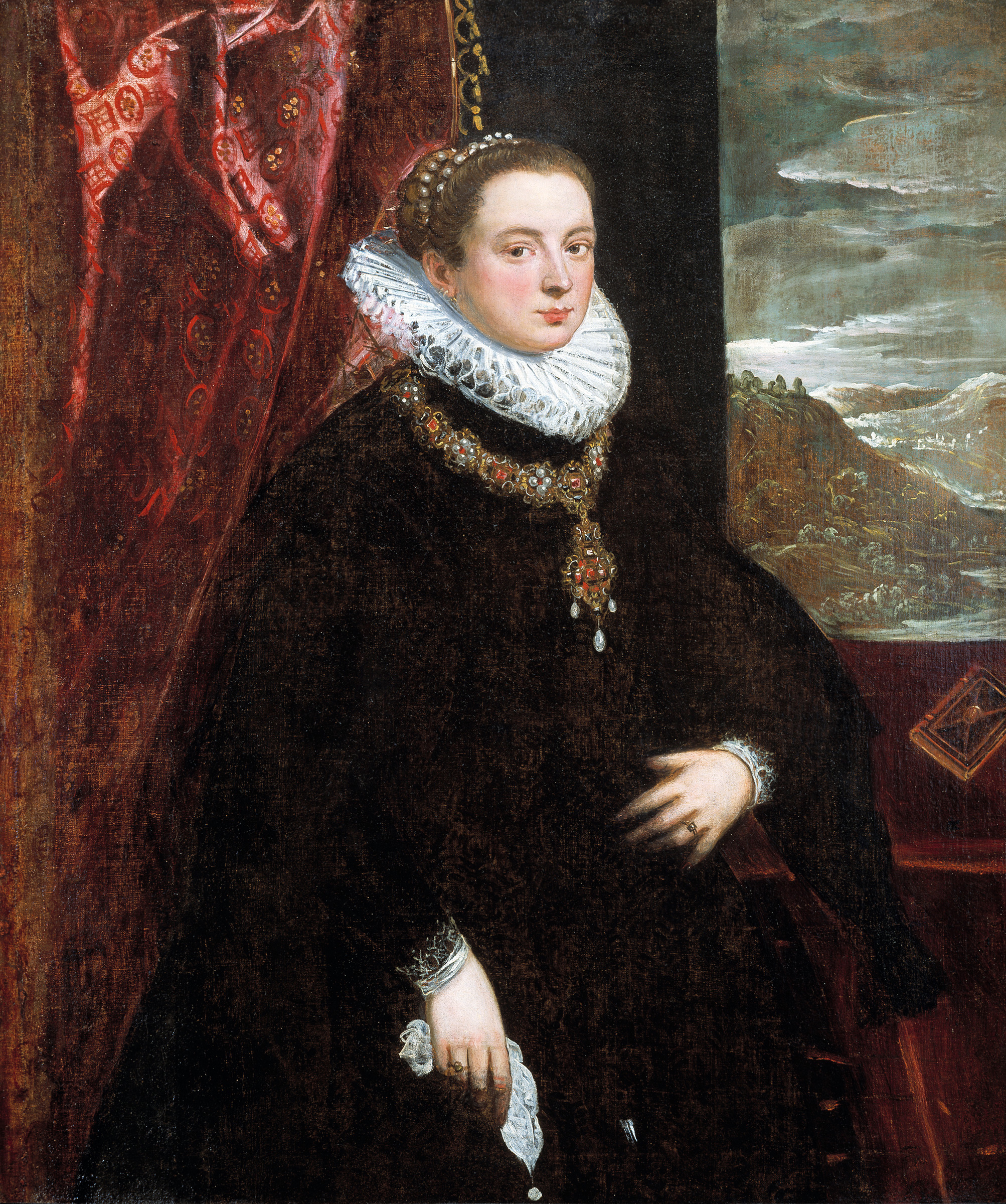
《黑衣女郎》·丁托列托
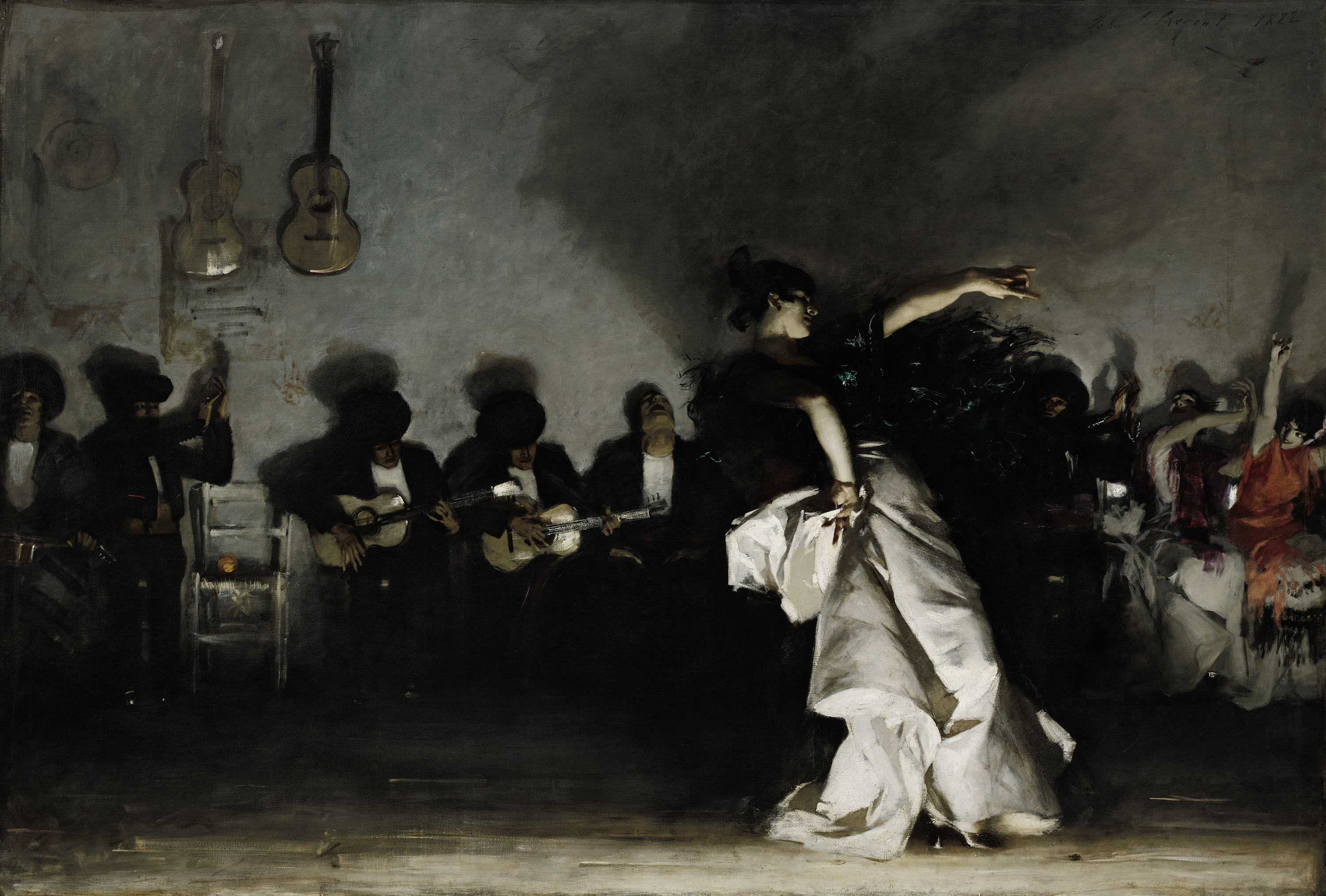
《El Jaleo》·約翰·辛格·薩金特
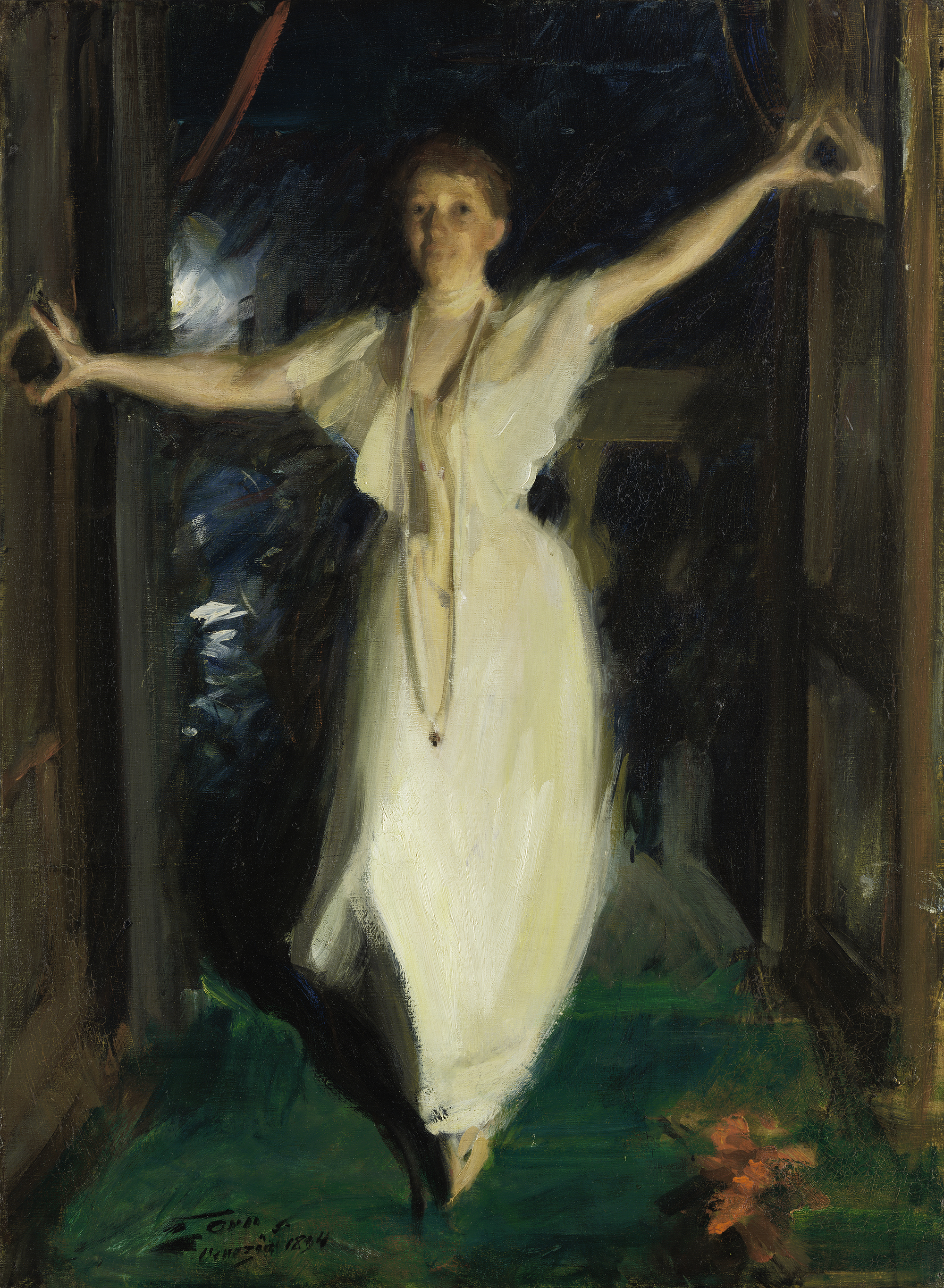
《伊莎貝拉·斯圖爾特·加德納》·安德斯·佐恩
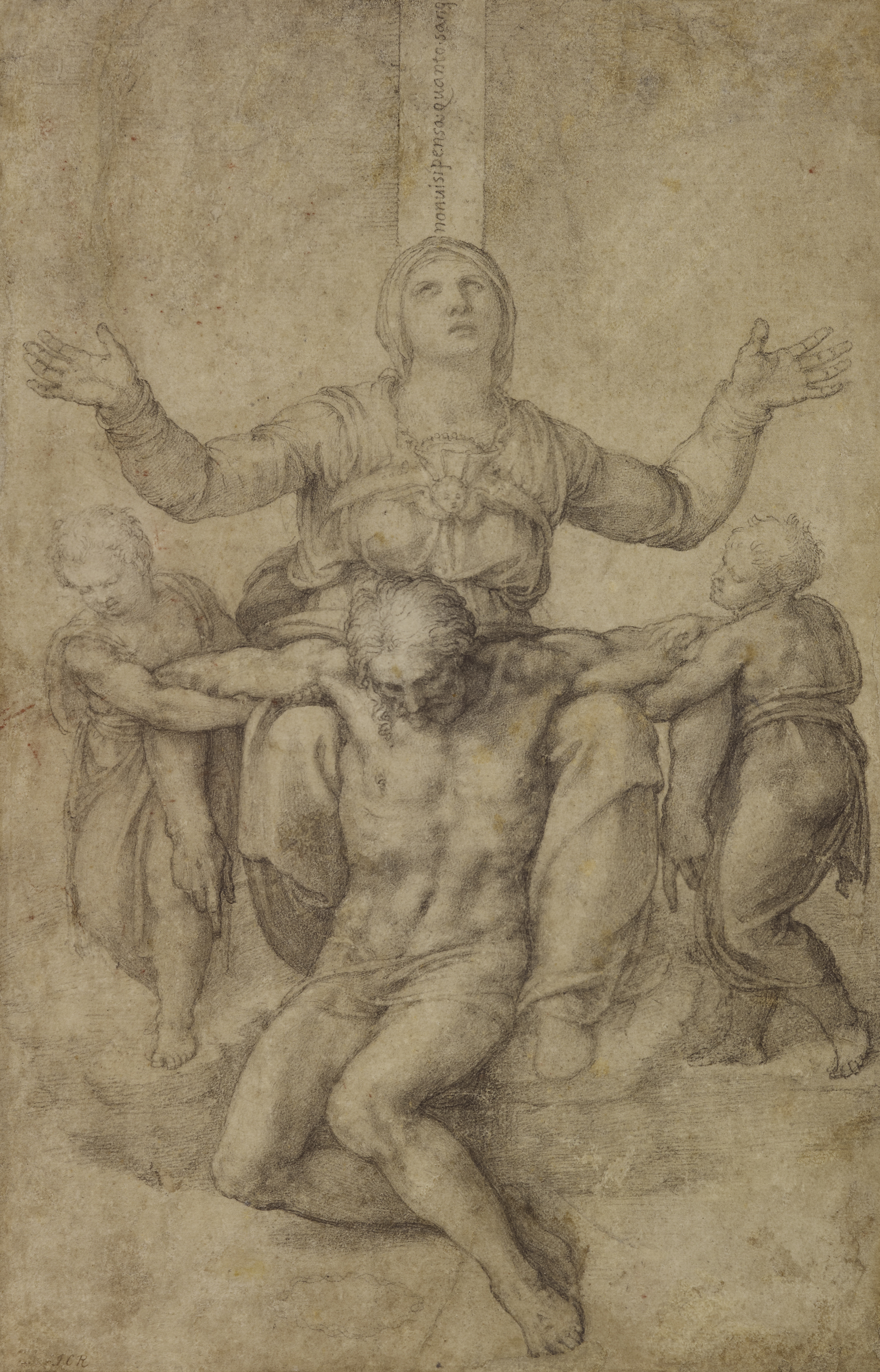
《天使報喜》·皮爾馬特奧（英语：Piermatteo Lauro de' Manfredi da Amelia）
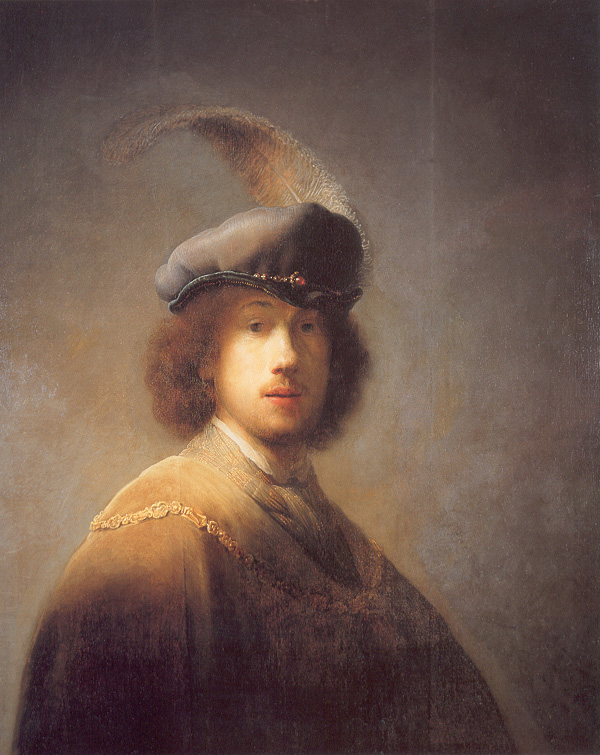
《自畫像》·林布蘭

## 被偷竊未被尋回的作品

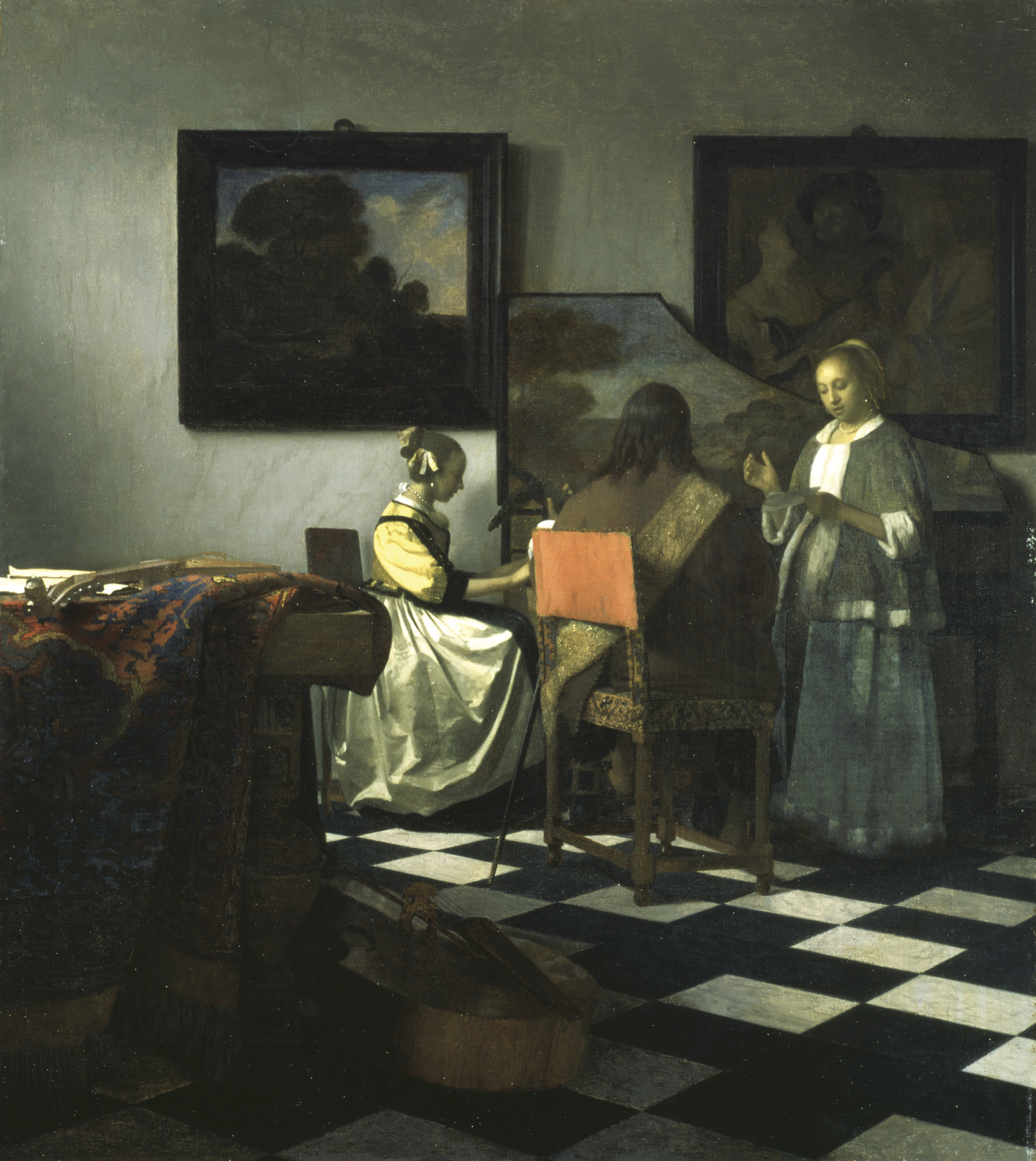
《合奏》·扬·弗美尔
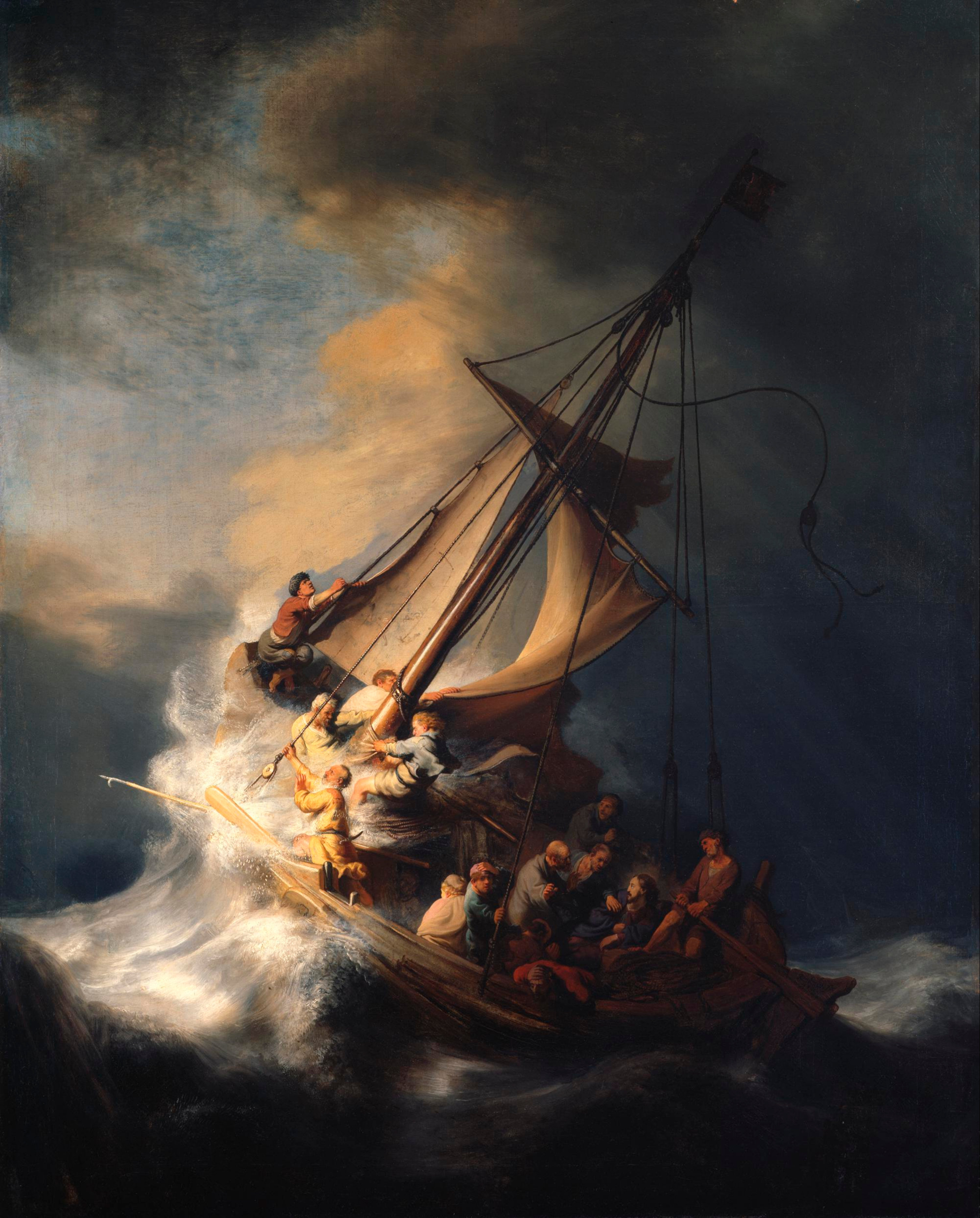
《加利利海上的風暴》·林布蘭
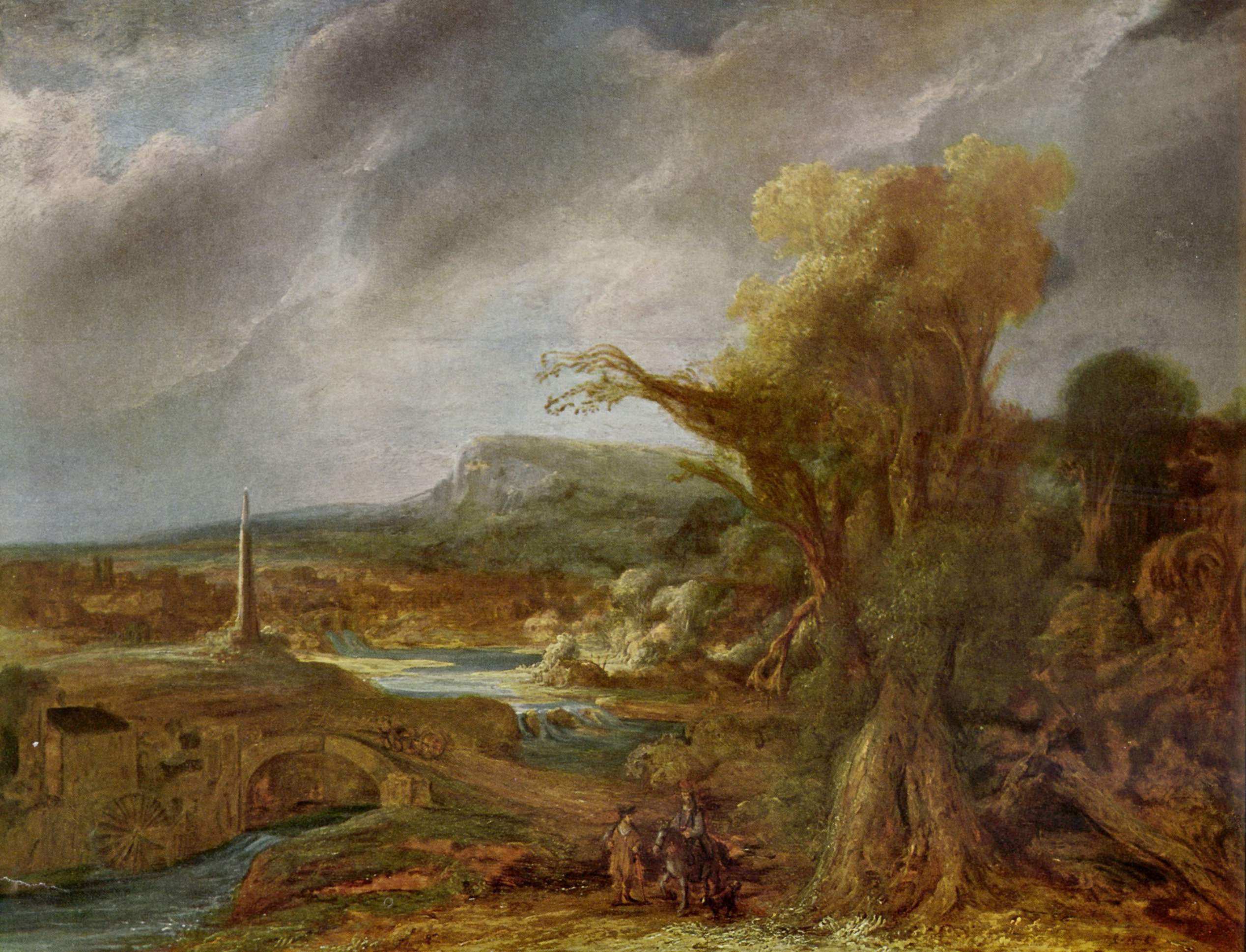
《與方尖碑的風景（英语：Landscape_with_Obelisk）》·戈弗特·弗林克（英语：Govert_Flinck）
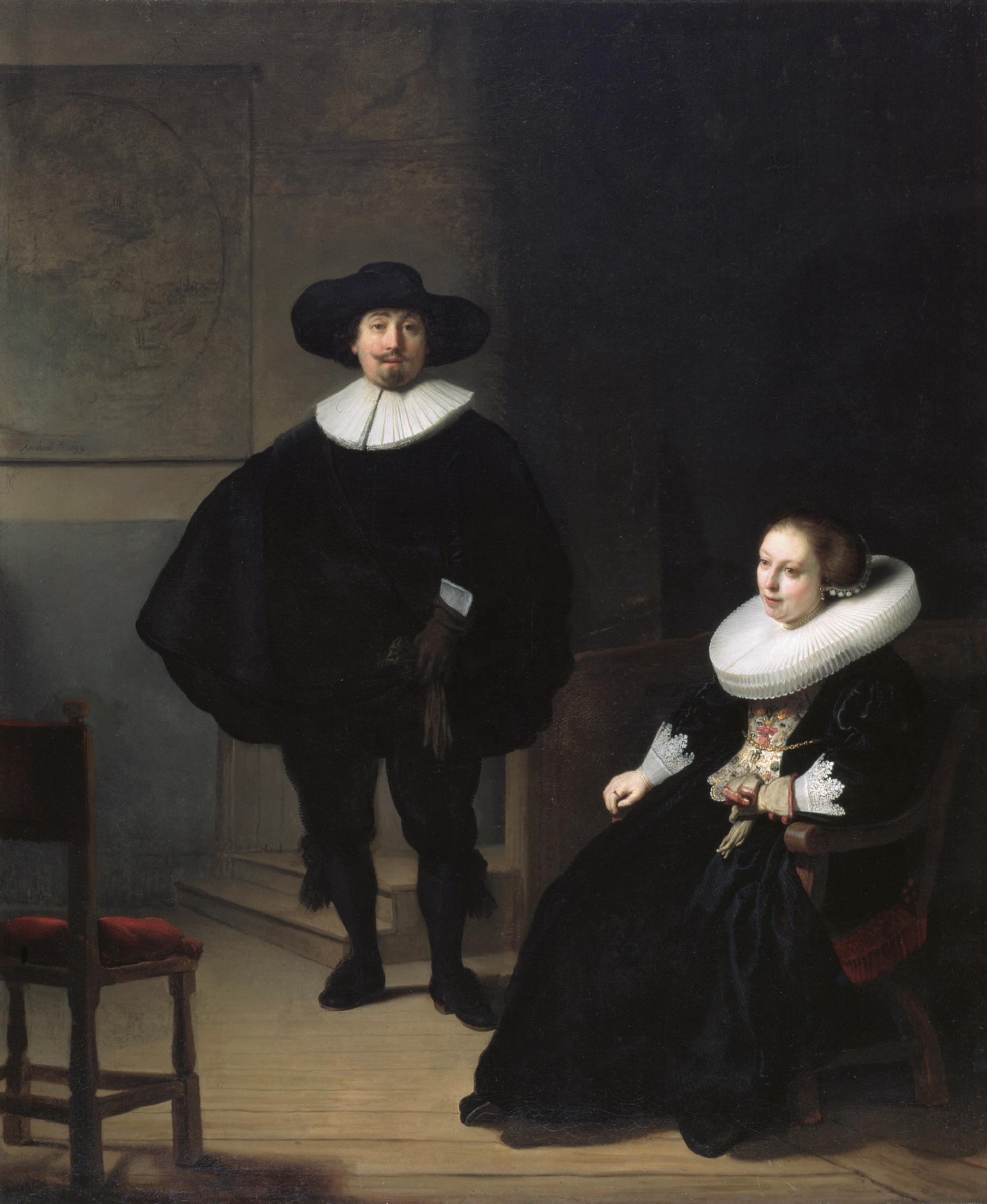
《黑衣紳士（英语：A_Lady_and_Gentleman_in_Black）》·林布蘭
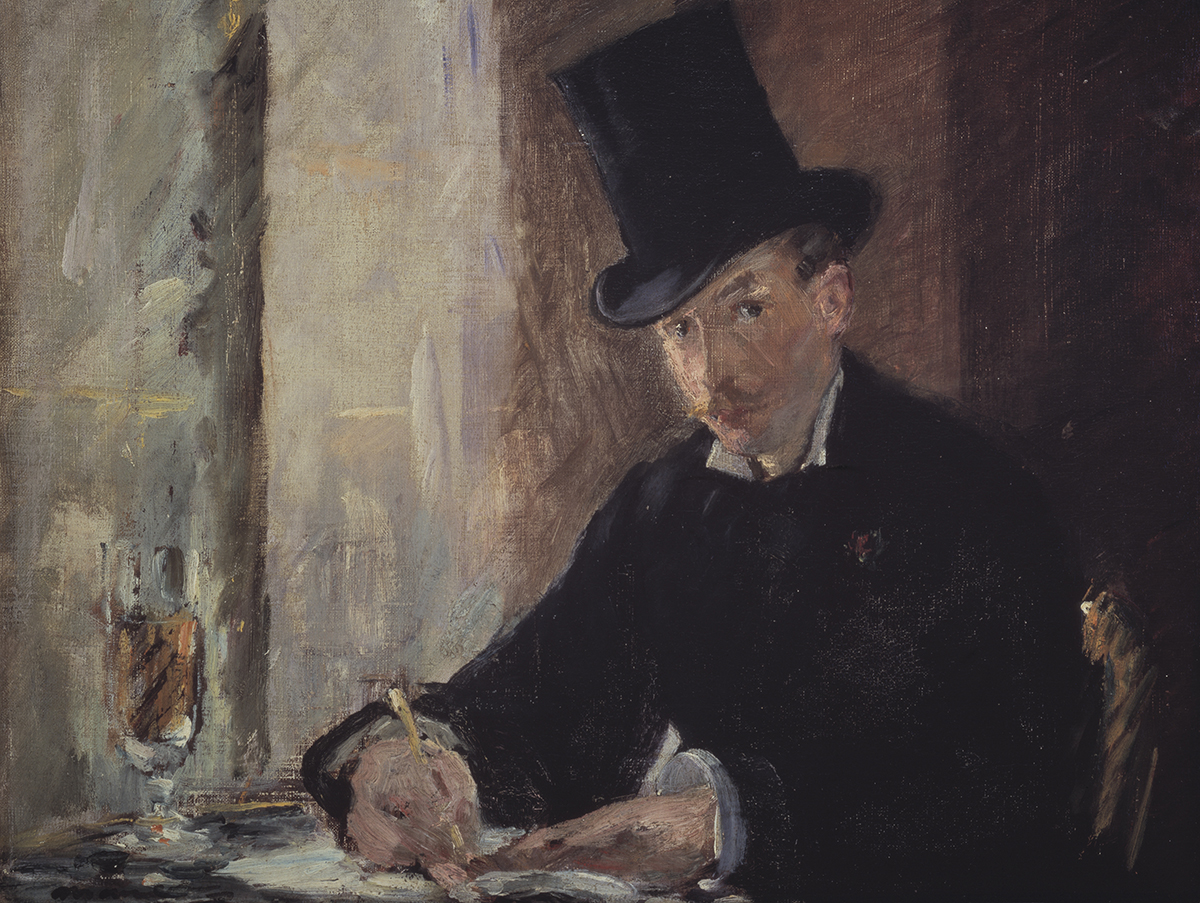
《切斯·托托尼（英语：Chez Tortoni）》·愛德華·馬奈
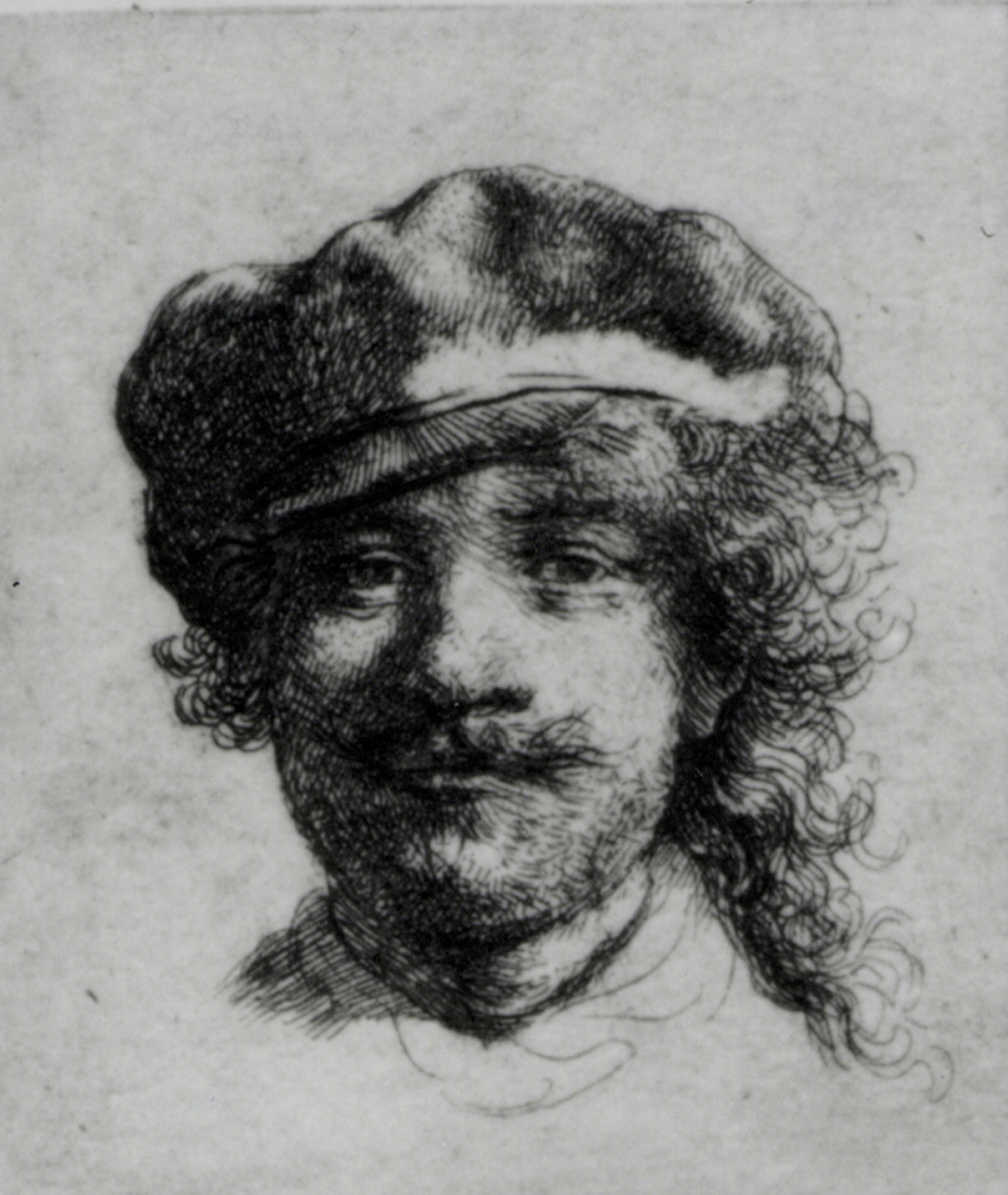
《自畫像》·林布蘭
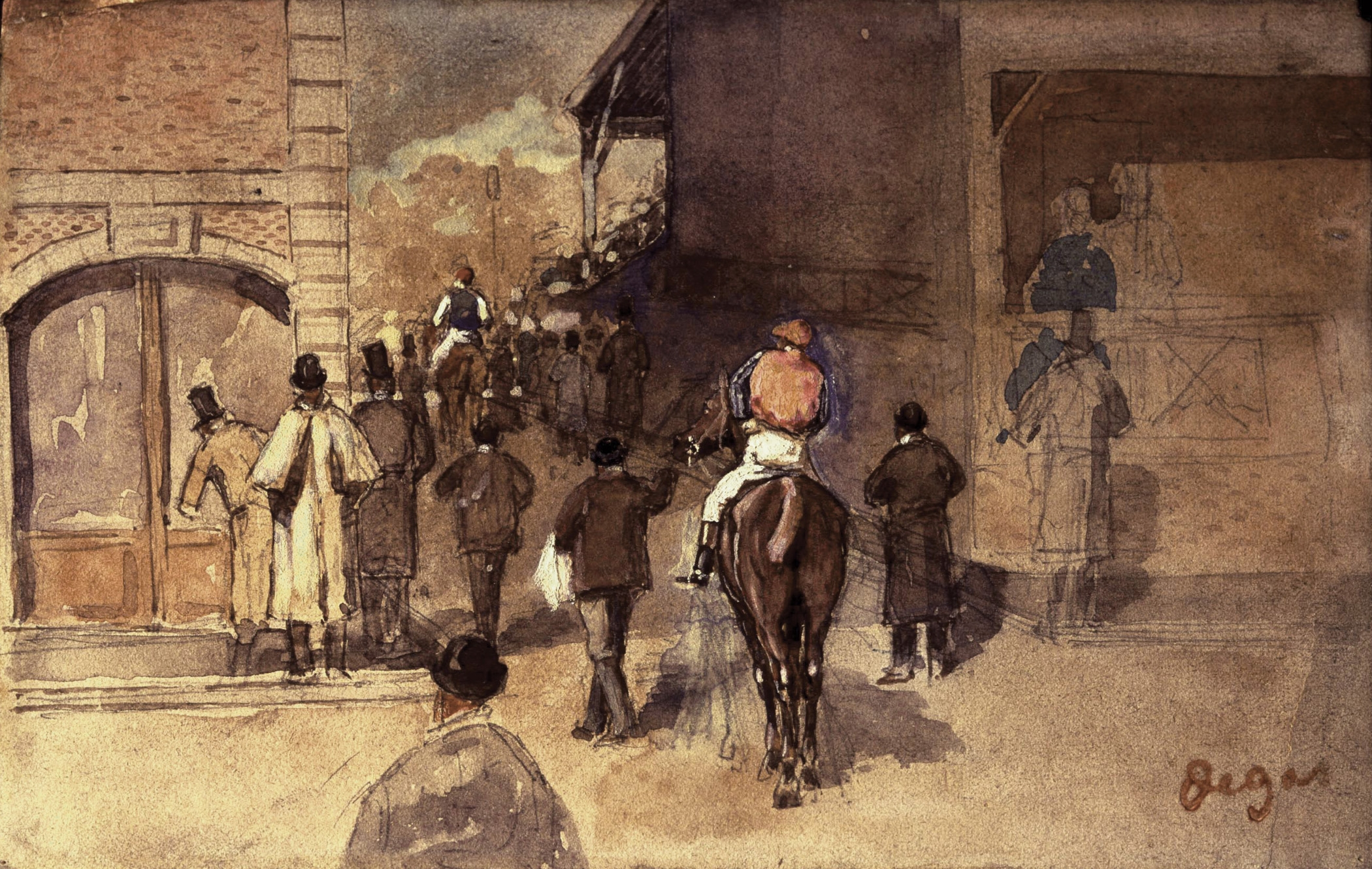
《La Sortie de Pesage》·愛德加·竇加
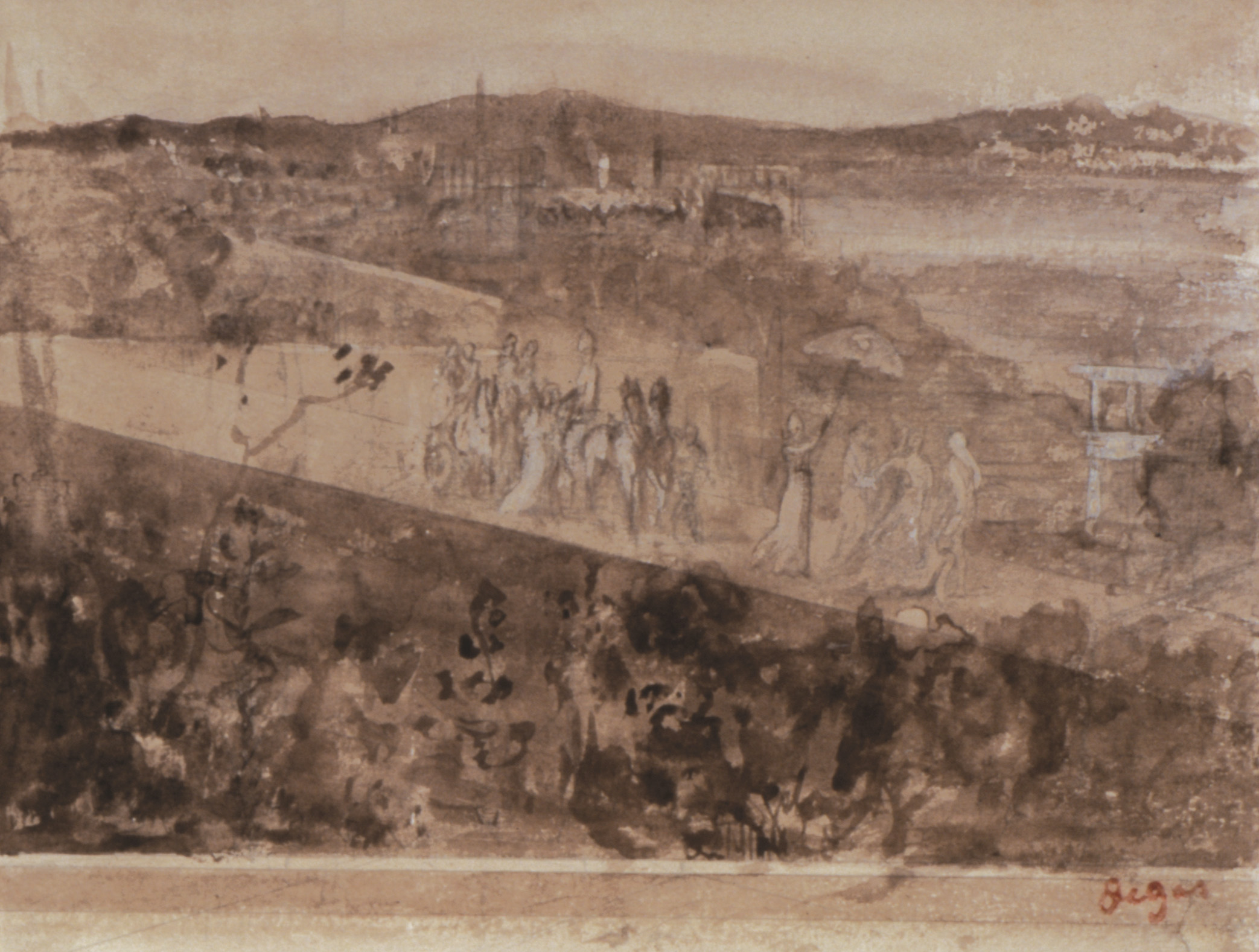
《佛羅倫薩周邊的奧特格》·愛德加·竇加
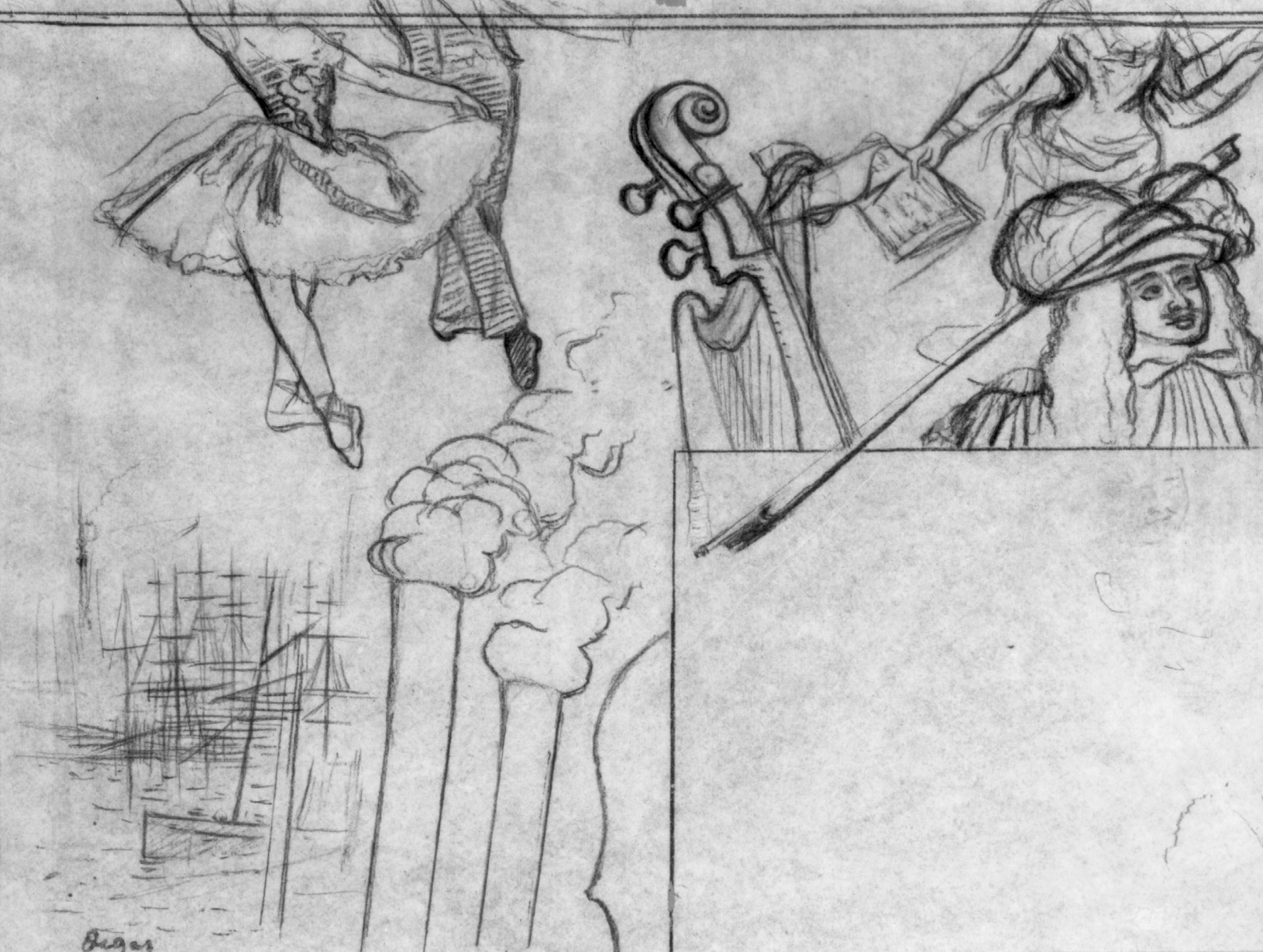
《藝術晚會草稿1》·愛德加·竇加
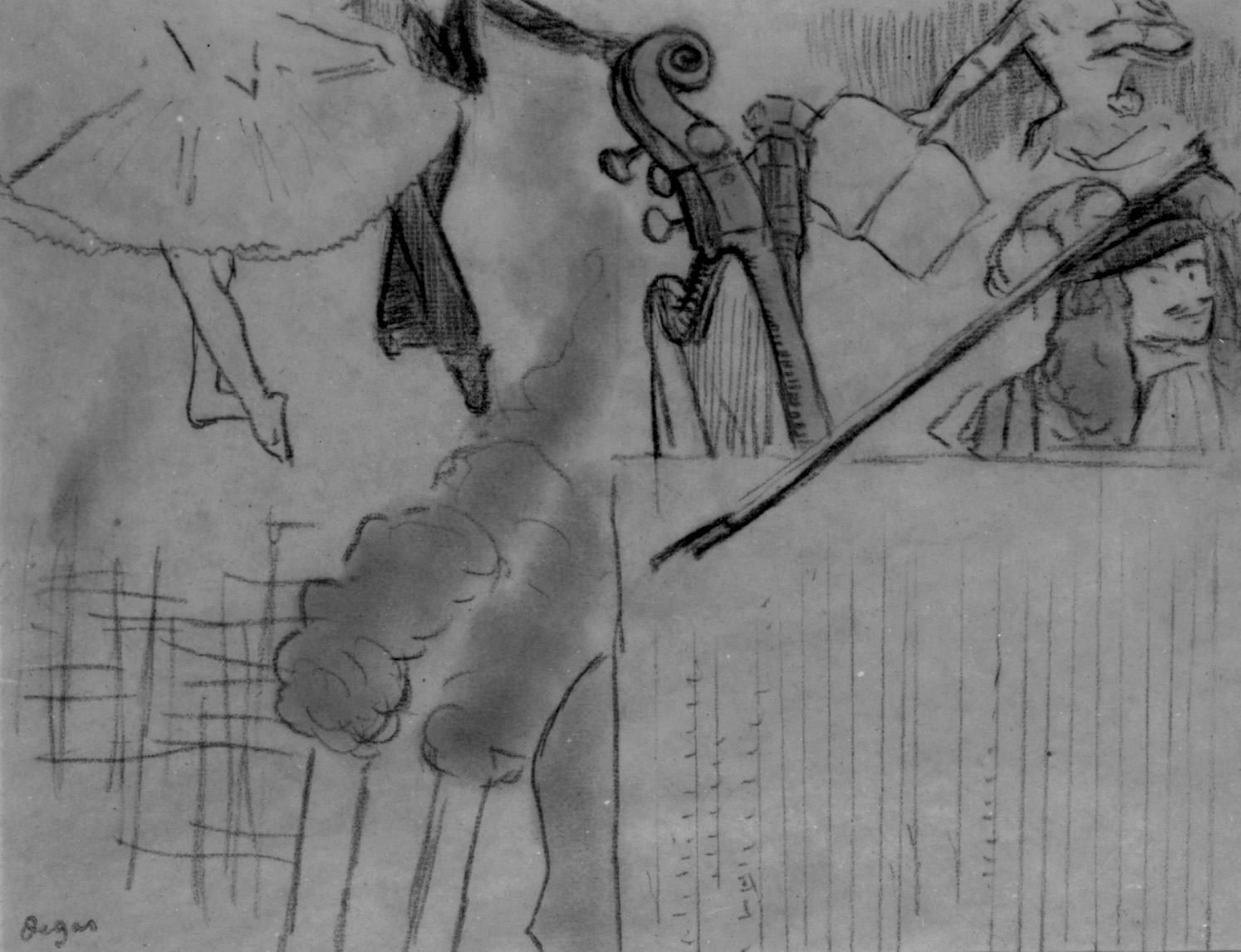
《藝術晚會草稿2》·愛德加·竇加
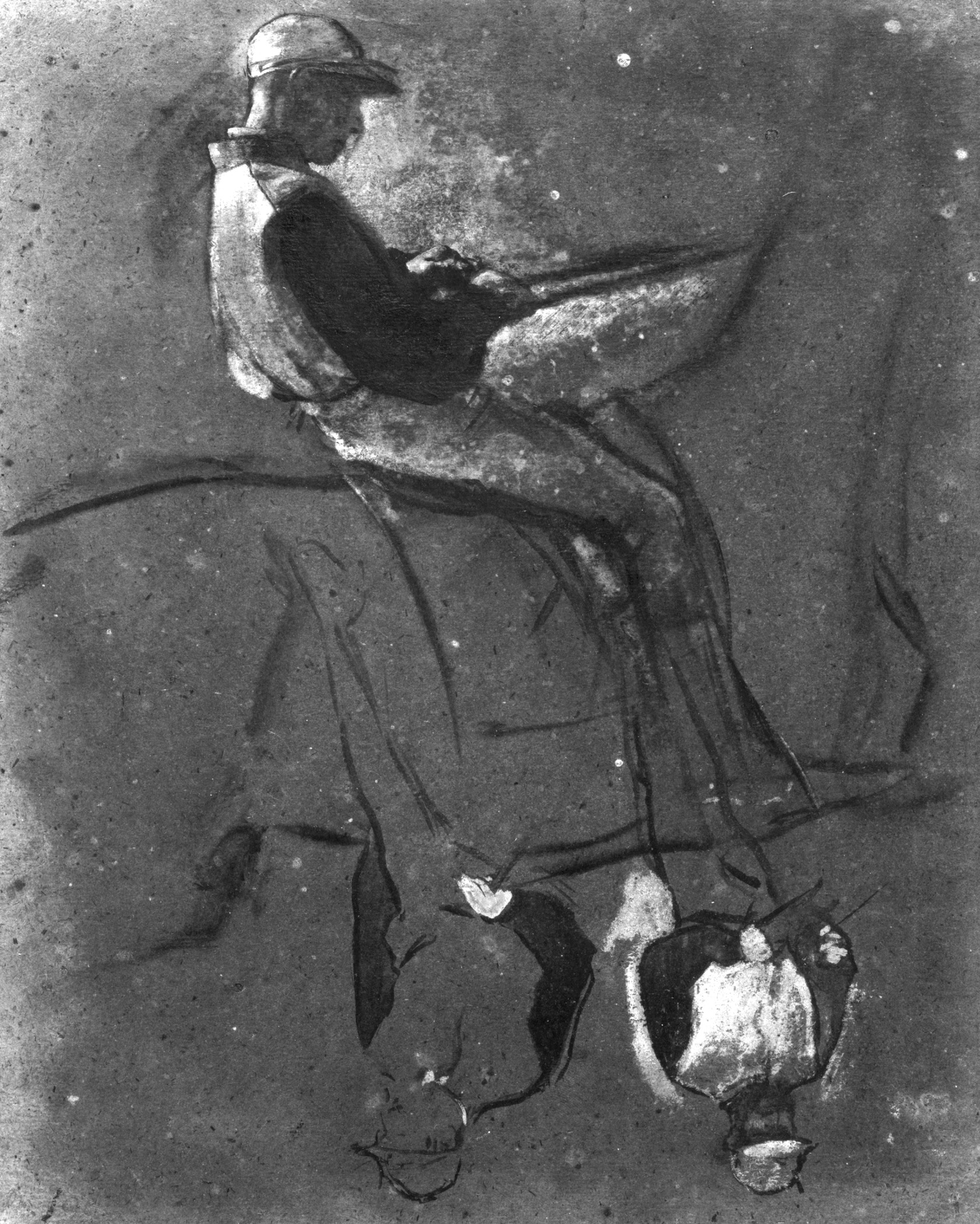
《三騎師》·愛德加·竇加

## 外部連結
- 维基共享资源上的相關多媒體資源：伊莎貝拉史都華嘉納藝術博物館
- 官方网站
- The Isabella Stewart Gardner Museum has a virtual 3D tour called "Thirteen Works: Explore the Gardner's Stolen Art". The tour allows you to virtually tour the museum while learning about the thirteen pieces that were stolen in the early 1990s. The website also allows users to browse the museums digitized collections by genre. The genres include American art, Ancient art, Asian art, Decorative art, European art, Islamic art, and furniture. The museum also provides detailed descriptions of conservation efforts that had occurred each year at the museum.
- FBI theft page and Mar 2013 update
- City of Boston, Boston Landmarks Commission （页面存档备份，存于） Isabella Stewart Gardner Museum Study Report （页面存档备份，存于）

42°20′17″N 71°05′57″W / 42.33818°N 71.099121°W